# Cesina Bermudes
Cesina Borges Adães Bermudes (Lisboa, 20 de mayo de 1908 - Lisboa, 9 de diciembre de 2001) fue una obstetra portuguesa que introdujo el concepto de “parto sin dolor” en Portugal. También fue una destacada feminista y opositora al régimen autoritario Estado Novo, por lo que estuvo encarcelada durante tres meses.

## Trayectoria
Cesina Bermudes nació el 20 de mayo de 1908 en Lisboa, Portugal, en la parroquia de Anjos. Era hija de Cândida Emília Borges y Félix Bermudes. Su padre, dramaturgo, deportista olímpico en tiro y presidente del club S.L. Benfica, influyó en su pasión por el deporte. Su madre, una mujer culta, le enseñó francés y fomentó su interés por la mitología griega. Bermudes destacó como campeona de natación y participó en patinaje, gimnasia y en carreras de bicicletas y automóviles, siendo una de las primeras mujeres en Portugal en obtener el carnet de conducir. Como ciclista, ganó las dos primeras ediciones del "Tour de Lisboa" para mujeres. También fue secretaria general de la Sociedad Teosófica de Portugal, compartiendo con su padre la creencia en la reencarnación y el vegetarianismo.
Bermudes recibió inicialmente una educación privada en casa antes de asistir al prestigioso Liceo Camões. Al ingresar, había otras cuatro chicas en su clase, pero al graduarse era la única junto a 15 varones. En 1933 obtuvo su título en medicina en la Facultad de Medicina de la Universidad de Lisboa, especializándose posteriormente en Obstetricia tras completar un internado general y otro internado en cirugía con especialidad en obstetricia. Trabajó como médica en el “Centro de Asistencia a la Maternidad y a la Infancia” de Lisboa y fue profesora asistente de Anatomía en un hospital de la ciudad. En 1947 se convirtió en la primera mujer en obtener un doctorado en medicina logrando una calificación de 19 sobre 20 con una tesis titulada Os Músculos Radiais Externos Estudados nos Portugueses de Condição Humilde (La musculatura radial externa observada en la población portuguesa de bajos ingresos). Sin embargo, debido a su activismo político, el régimen del Estado Novo le impidió seguir una carrera docente universitaria, lo que la llevó a enseñar en una escuela de enfermería.
Su conciencia política se había formado a principios de la década de 1940 y se convirtió en partidaria de la oposición al Estado Novo. En 1945 se unió al Movimiento de Unidad Democrática, una organización semilegal que reunía a los grupos que se oponían al Gobierno. En las elecciones presidenciales portuguesas de 1949, apoyó la candidatura de José Norton de Matos, destacándose como la líder del Comité Electoral de Mujeres en Lisboa y participando como oradora en varios mítines a su favor. El 14 de octubre de 1949 fue detenida por la Policía Secreta Portuguesa (PIDE) por ser miembro de la Comisión Central del Movimento Nacional Democrático Feminino y retenida en la Prisión de Caxias, cerca de Lisboa, durante tres meses. En 1950 participó en la elaboración de la constitución del Comité Nacional de Defesa da Paz junto a María Isabel Aboim Inglês, María Lamas y Virgínia Moura.

## Promoción del parto sin dolor
En 1954, Bermudes viajó a París para estudiar el método psicoprofiláctico del parto, a menudo conocido como técnica Lamaze, en honor a su fundador, el obstetra francés Fernand Lamaze. El objetivo es reforzar la confianza de la madre en su capacidad para dar a luz, mediante clases que ayuden a las embarazadas a entender cómo afrontar el dolor de forma que se facilite el parto. En París conoció a otros tres médicos portugueses, Joaquim Seabra-Dinis, Pedro Monjardino y João dos Santos, con los que trabajó posteriormente para desarrollar nuevas técnicas que tendrían un gran impacto en la forma de abordar el parto, incluido el uso de medicamentos para estimular el nacimiento. De vuelta a Lisboa, introdujo estas técnicas en Portugal. Algunas de sus ideas se consideraban casi heréticas en aquella época. El parto indoloro seguía siendo una idea inconcebible, sobre todo para los católicos, que creían que la mujer debía sufrir al desempeñar el papel de madre. Sólo en 1956 el Papa Pío XII levantó la condena católica del parto sin dolor.
Bermudes se convirtió rápidamente en una figura muy respetada en el ámbito médico. Publicó varios artículos en revistas médicas, de los cuales destacan Bases Científicas do Parto sem Dor(1955) y Notas Soltas sobre o Parto sem Dor (1957). Tras las elecciones de 1958, en las que volvió a gobernar el Estado Novo, se apartó de la actividad política para dedicarse a asistir médicamente a mujeres embarazadas del Partido Comunista Portugués (PCP), obligadas a vivir en la clandestinidad. El Estado le prohibió trabajar en hospitales públicos, y por ello trabajó en clínicas de Lisboa y Cascais dedicadas a apoyar a madres solteras.
Cesina Bermudes falleció en Lisboa el 9 de diciembre de 2001.

## Reconocimientos
- En 1989 recibió la Orden da Liberdade, que recompensa servicios relevantes a la causa de la democracia y la libertad.[1] La orden fue creada en 1976, después de la Revolución de los Claveles de 1974, cuando fue derrocado el Estado Novo.
- En 1996 recibió la “Distinción de Honor” del Movimento Democrático de Mulheres (MDM).[3]
- Una calle de Lisboa lleva su nombre. Calle Cesina Adães Bermudes.[1]
- La artista plástica y realizadora Maria Mire presentó la película Parto sem dor en el festival Femcine12, dentro del Foco Porto Femme. En este trabajo, a través de archivos y ejercicios de memoria, se cuenta la historia de la obstetra Cesina Bermudes.[7]